# Soltszentimre
Soltszentimre est un village et une commune du comitat de Bács-Kiskun dans la région de la Grande Plaine méridionale en Hongrie.